# Ionut Avram
Ionut Marius Avram (Bucarest, 9 agosto 1979) è un ex arbitro di calcio rumeno.

## Carriera

### Nazionale
Ha arbitrato in Liga I, la massima serie del campionato rumeno, dal 2007 al 2020. Ha diretto la sua ultima partita il 17 dicembre 2020, ovvero Dinamo-Cluj, match di Liga I.

### Internazionale
Divenne un arbitro FIFA nel 2010, e rimase nelle liste FIFA fino al ritiro. Ha arbitrato alle qualificazioni al campionato mondiale di calcio 2014, esordendo il 7 settembre 2012 in Kazakistan-Irlanda, terminata 1-2.